# Premis Pulitzer de 1918
Els següents són els Premis Pulitzer de 1918.

## Premis de periodisme
- Servei públic:
  - The New York Times, pel seu servei públic en publicar íntegrament tants informes oficials, documents i discursos dels estadistes europeus relacionats amb el progrés i la conducta de la Primera Guerra Mundial.
- Informació:
  - Harold A. Littledale, del New York Evening Post, per una sèrie d'articles que exposaven els abusos i conduïen a la reforma de la presó de l'estat de Nova Jersey.
- Redacció editorial:
  - Louisville Courier Journal, per l'article editorial "Vae Victis!" i l'editorial "War Has Its Compensation".[1] (No es va nomenar cap autor, però els editorials van ser escrits per Henry Watterson.[2])
- Premi d’Història del Diari:
  - Minna Lewinson i Henry Beetle Hough, estudiants de la Columbia University Graduate School of Journalism, per A History of the Services Rendered to the Public by the American Press During the Year 1917. (El 1918 va ser l'únic any en què es va atorgar aquest premi en particular.)

## Premis de lletres i teatre
- Novel·la:
  - His family d'Ernest Poole (Macmillan)
- Teatre:
  - Why Marry? per Jesse Lynch Williams (Scribner)
- Història:
  - A History of the Civil War, 1861-1865 de James Ford Rhodes (Macmillan)
- Biografia o autobiografia:
  - Benjamin Franklin, Self-Revealed per William Cabell Bruce (Putnam)

## Cites i premis especials
- Poesia:
  - Love Songs de Sara Teasdale (Macmillan). Aquest premi va ser possible gràcies a una subvenció especial de la Poetry Society of America.